# 經驗費率
經驗費率，是決定保險費率的一種方法，係根據特定族群或是個體過去的特性與使用的經驗來調整適合的保險費率，而不是以不同族群數據的平均值來判斷。其優點為施行容易，且較符合公平原則。